# Рівні освіти в Україні
Рівень освіти — це завершений етап освіти, що характеризується певною складністю, певним рівнем компетентності, яку цей рівень надає, та певним стандартом, а також відповідає певному рівню Національної рамки кваліфікацій (НРК). Законом України «Про освіту» визначено десять рівнів освіти.

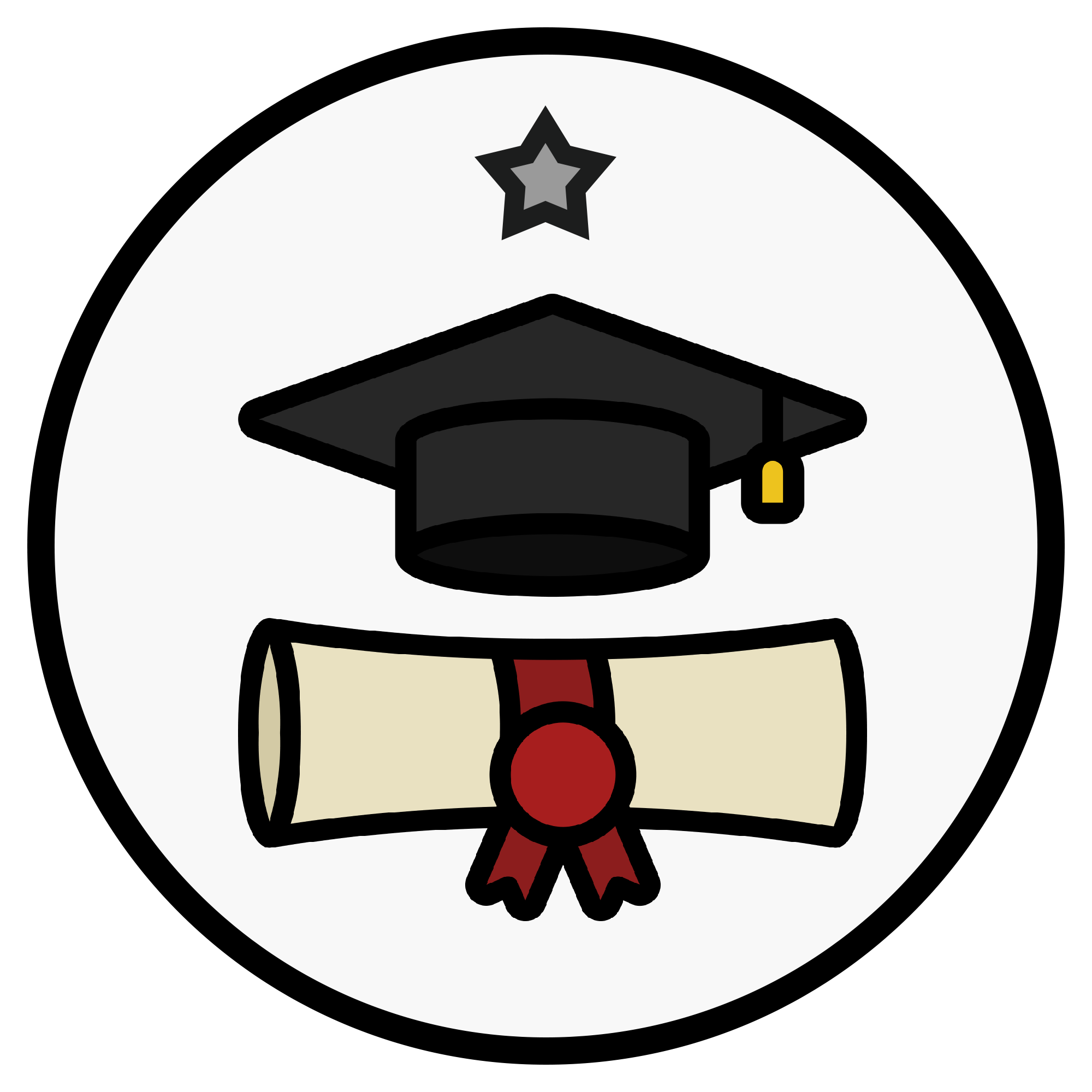
освіта

## Рівні освіти в Україні

### Дошкільна освіта
- дошкільна освіта — нульовий рівень НРК.

### Повна загальна середня освіта
- початкова освіта (тривалістю чотири роки) — перший рівень НРК;
- базова середня освіта (тривалістю п’ять років) — другий рівень НРК;
- профільна середня освіта (тривалістю три роки) — третій рівень НРК.

### Професійна (професійно-технічна) освіта
- перший (початковий) рівень професійної (професійно-технічної) освіти — другий рівень НРК;
- другий (базовий) рівень професійної (професійно-технічної) освіти — третій рівень НРК;
- третій (вищий) рівень професійної (професійно-технічної) освіти — четвертий або п'ятий рівень НРК.

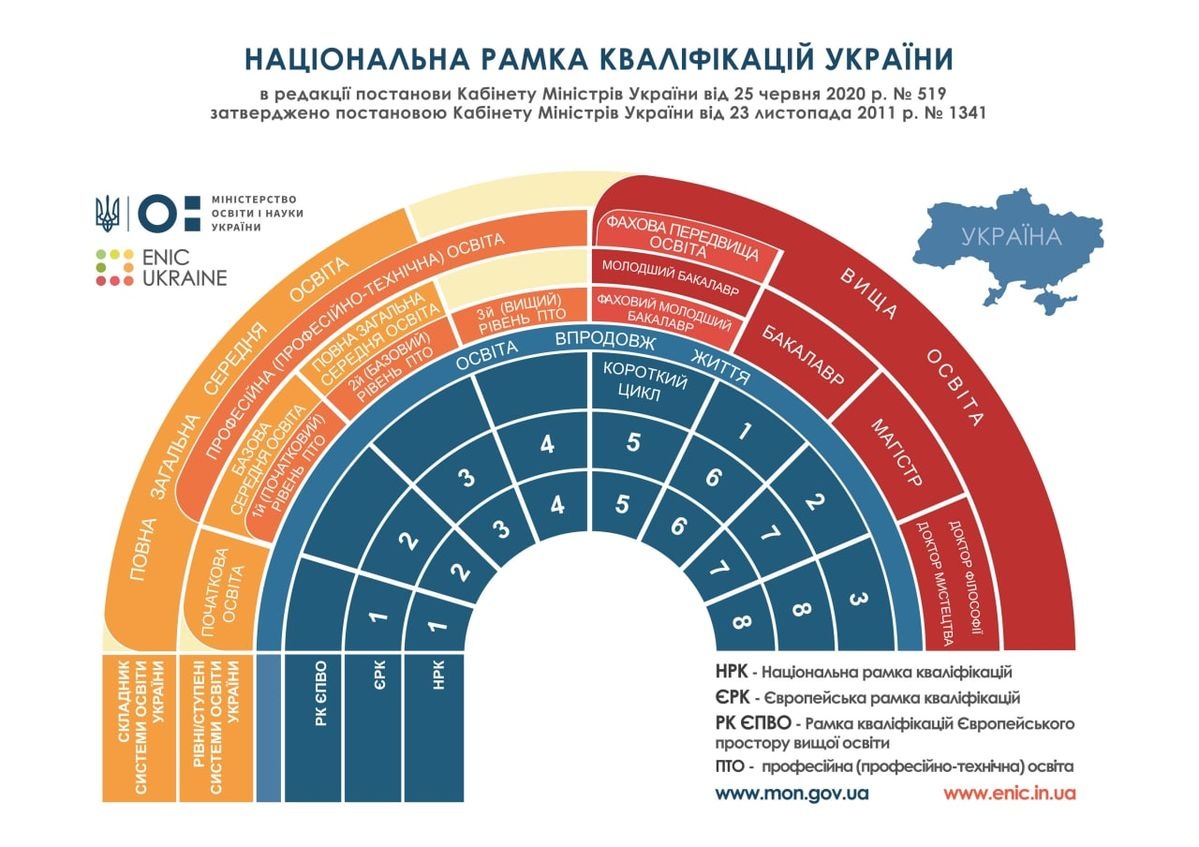
Національна рамка кваліфікацій

### Фахова передвища освіта
- фахова передвища освіта (фаховий молодший бакалавр) — п'ятий рівень НРК.

### Вища освіта
- початковий рівень (короткий цикл) вищої освіти (молодший бакалавр) — п'ятий рівень НРК;
- перший (бакалаврський) рівень вищої освіти (бакалавр) — шостий рівень НРК;
- другий (магістерський) рівень вищої освіти (магістр) — сьомий рівень НРК;
- третій (освітньо-науковий/освітньо-творчий) рівень вищої освіти (доктор філософії, доктор мистецтва) — восьмий рівень НРК;
- науковий рівень вищої освіти (доктор наук) — восьмий рівень НРК.